# Oxysarcodexia cuernavaca
Oxysarcodexia cuernavaca är en tvåvingeart som beskrevs av Carroll William Dodge 1966. Oxysarcodexia cuernavaca ingår i släktet Oxysarcodexia och familjen köttflugor. Inga underarter finns listade i Catalogue of Life.